# Mogi das Cruzes
Mogi das Cruzes é um município brasileiro do estado de São Paulo, localizado na Região Metropolitana de São Paulo e Alto Tietê. Sua divisão administrativa é formada pela sede e pelos distritos de Biritiba Ussu, Brás Cubas, César de Sousa, Jundiapeba, Quatinga, Sabaúna, Cocuera, Alto Parateí, Taboão e Taiaçupeba.
O bandeirante paulista Gaspar Vaz deu início ao povoado, que tornou-se a Vila de Sant'Anna de Mogi Mirim, criada oficialmente em 1 de setembro de 1611 e que viria a se tornar a cidade de Mogi das Cruzes, eventualmente se tornando um ponto de parada entre São Paulo e Rio de Janeiro.

## Topônimo

Do tupi: mboîa, cobra, e 'y, rio. Ambos os termos estão em relação genitiva, o que dá a ideia de origem, pertencimento, e enseja a inversão dos termos (conforme indicam as setas). A composição resultante seria mboîy. A semivogal î pode ter som de "gê" em início de sílaba; daí a origem desse som no topônimo.

Segundo Eduardo Navarro, em seu Dicionário de Tupi Antigo (2013), mogi é um nome de origem tupi antiga que significa "rio das cobras", através da junção de moîa (ou mboîa), "cobra", e 'y, "rio", referindo-se ao Tietê, o qual, em seu alto curso, cruza o município. Ao longo dos anos, a grafia M'Boijy, que significa rio da cobra, foi alterada para Boigy, depois para Mogy, Moji e finalmente para Mogi.
Segundo as normas ortográficas vigentes da língua portuguesa, este topônimo deveria ser grafado Moji pois prescreve-se o uso da letra "j" para a grafia de palavras de origem tupi-guarani. Assim, tanto o dicionário Houaiss como o Instituto Brasileiro de Geografia e Estatística usam a grafia Moji. Historicamente, no entanto, o uso mais comum, apoiado pela administração pública e pela imprensa, é Mogi para o nome da cidade. Dois outros municípios que usam o nome de Mogi são Mogi Guaçu e Mogi Mirim.
Por se tratar de topônimo com tradição histórica secular e uso consagrado pelos brasileiros, a grafia com "g" também é aceita (assim como em "Sergipe"), de acordo com a norma ortográfica vigente em sua Base XI:
Base XI - Nomes Próprios: regras do Formulário para aportuguesamentos e nomes próprios. Ressalva ao direito de manter a grafia original dos nomes próprios de pessoas e empresas. Exceção feita aos topônimos de tradição histórica, tais como "Bahia".

## História

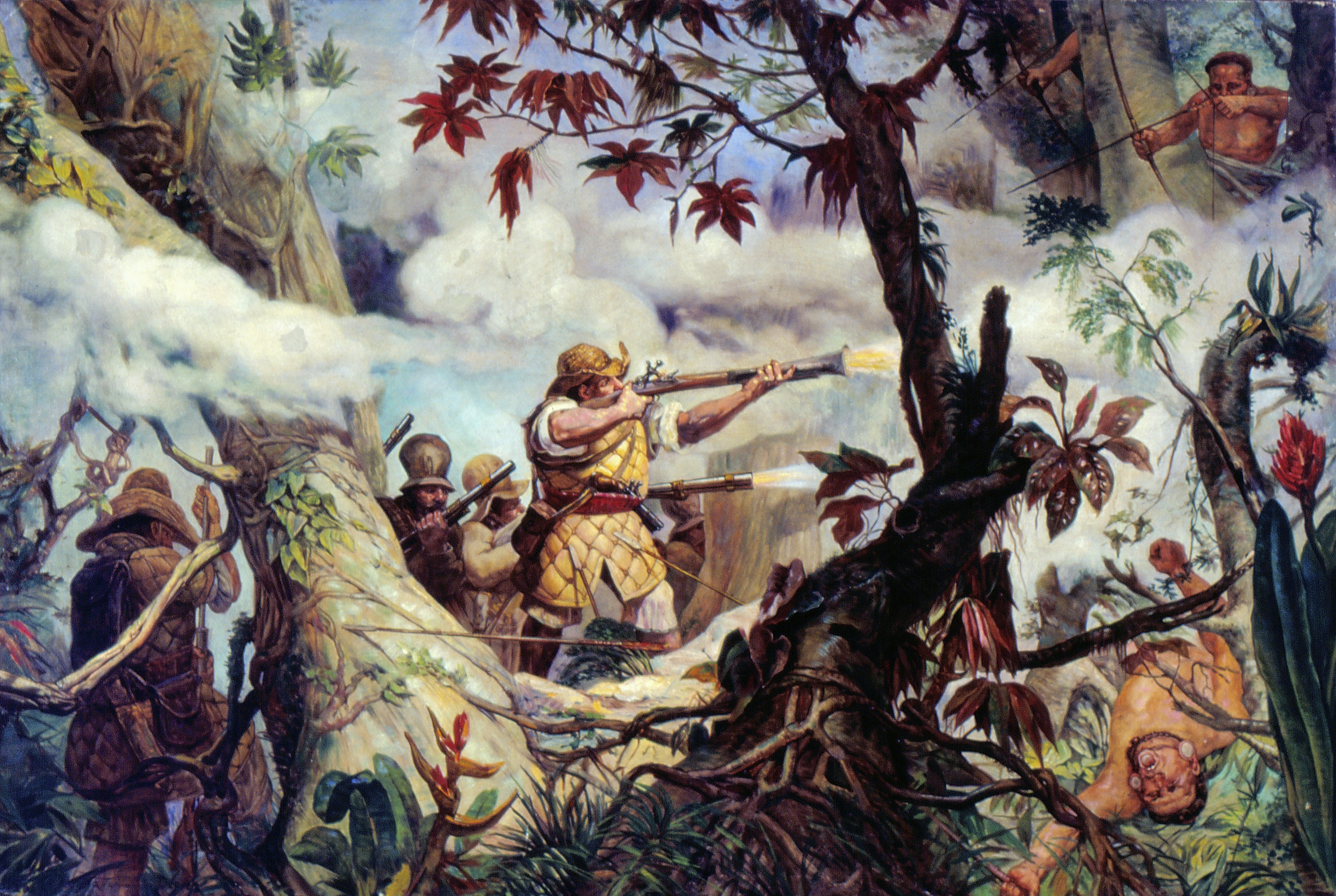
Obra de Debret (1768-1848) mostrando soldados oriundos da cidade em combate.

Mogi das Cruzes começou como um povoado, por volta de 1560, servindo como um ponto de repouso aos bandeirantes e exploradores indo e vindo de São Paulo, entre eles Brás Cubas. Em setembro de 1608, o Capitão-Mor da Capitania de São Vicente Gaspar Conqueiro concedeu a Gaspar Vaz Guedes uma Sesmaria naquela localidade. Gaspar Vaz Guedes foi responsável pela abertura da primeira estrada entre a capital e Mogi, iniciando o povoado, posteriormente elevado à "Vila", com o nome "Vila de Sant'Ana de Mogi Mirim". O fato foi oficializado em 1º de setembro de 1611. Em 13 de março de 1865 foi elevada à cidade, e em 14 de abril de 1874 à comarca.
De acordo com o historiador Isaac Grinberg, o bandeirante Gaspar Vaz além de responsável pela abertura e por desbravar estas terras, após adquirir uma sesmaria na região, o mesmo também foi responsável pelo pedido de elevação do povoado a vila. Fato que se deu em 1611, aos primeiro de Setembro.

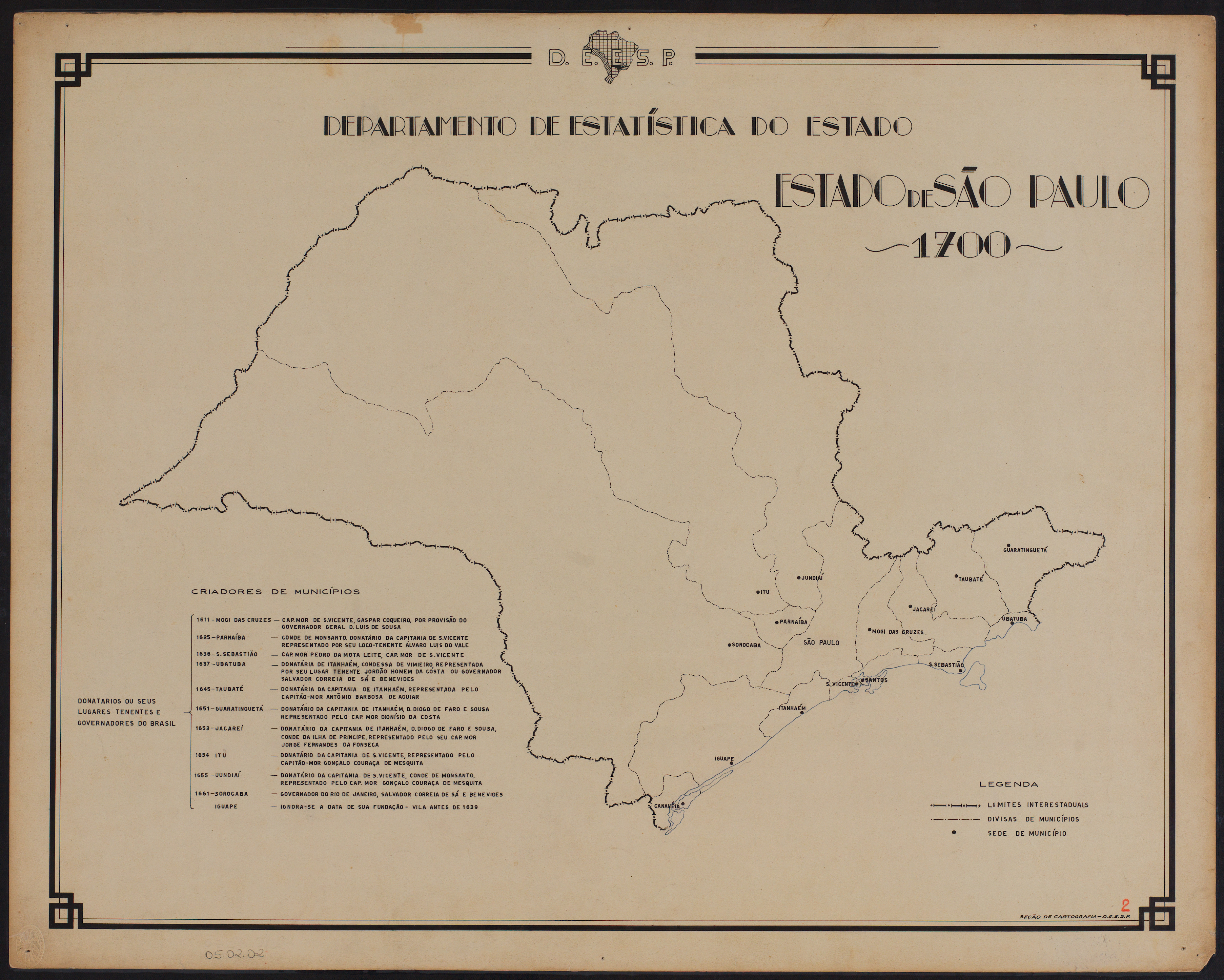
Estado de São Paulo (1700).

Mogi das Cruzes acolhe colônias de todos os cantos do mundo, com destaque especial para a colonização japonesa, com uma grande quantidade de japoneses e seus descendentes (aproximadamente 20% segundo a prefeitura), que já estão em sua terceira geração no município. Além disso, o município possui uma considerável população nordestina, sendo que a maioria veio para a capital estadual e, depois, mudou-se para Mogi das Cruzes em busca de melhor qualidade de vida.

## Geografia
Mogi das Cruzes situa-se a uma altitude média de 780 metros. Seu ponto mais alto é o Pico do Urubu com 1 160 metros, localizado na Serra do Itapety. O município é cortado por duas serras: a Serra do Mar e a Serra do Itapety e ainda pelo Rio Tietê. Em seu território se encontram duas represas que fazem parte do Sistema Produtor do Alto Tietê, os reservatórios de Taiaçupeba e do rio Jundiaí.

### Localização
Mogi das Cruzes está situada na região leste da Grande São Paulo, no Alto Tietê. O ponto de referência é o marco zero, um obelisco instalado na Praça Coronel Benedito de Almeida, em frente à Igreja Matriz Catedral Sant'Ana.
- Latitude:  -23º31'23,7" sul.
- Longitude: -46º11'31,2" oeste.
- Altitude: 742 metros acima do nível do mar.

Os limites são Arujá a noroeste, Santa Isabel a noroeste e norte, Guararema a nordeste, Biritiba Mirim a leste, Bertioga e Santos a sul, Santo André a sudoeste, Suzano a sudoeste e oeste e Itaquaquecetuba a oeste.
Depois da capital paulista, Mogi das Cruzes é o maior município em área da Grande São Paulo, com 712,541 quilômetros quadrados.

### Rodovias
O município é cortado e servido pelas seguintes rodovias:
- SP-70 - Rodovia Ayrton Senna;
- SP-98 - Rodovia Dom Paulo Rolim Loureiro (Rodovia Mogi-Bertioga);
- SP-88 - Rodovia Pedro Eroles (Rodovia Mogi-Dutra) e Rodovia Prof. Alfredo Rolim de Moura (Rodovia Mogi-Salesópolis);
- SP-66 - Rodovia Henrique Eroles (Antiga Estrada São Paulo-Rio e Rodovia Mogi-Guararema);
- SP-39 - Rodovia Engenheiro Cândido do Rego Chaves (Estrada das Varinhas e Rodovia Mogi-Quatinga);
- SP-102 - Rodovia Prefeito Francisco Ribeiro Nogueira (Rodovia Mogi-Taiaçupeba);
- SP-43 - Estrada Vereadora Mercedes D'Orto.

### Ferrovias
O município é cortado pelas seguintes ferrovias:
- Linha 11 do Trem Metropolitano de São Paulo;
- Variante do Parateí da antiga Estrada de Ferro Central do Brasil;[19]
- Ramal de São Paulo da antiga Estrada de Ferro Central do Brasil (sendo continuada como a Linha 11 da CPTM).[20]

## Demografia

### Dados demográficos
De acordo com o Censo, a população em Mogi das Cruzes em 2022 era de 449.955 pessoas, o que representa um aumento de 16,03% em relação ao último Censo, de 2010.
Mogi das Cruzes apresenta densidade demográfica de 631,48 habitantes por km² e média de 2,84 moradores por residência. É a cidade da região do Alto Tietê com mais pessoas, seguida por Itaquaquecetuba e, depois, Suzano.
- População total:449.955(2022)[3]
- Densidade demográfica (hab./km²): 631,48(2022)
- População Urbana: 400.435
- População Rural: 30.466
- Mortalidade infantil 10,99 (dados de 2019)
- Expectativa de vida (anos): 71,08
- Taxa de fecundidade (filhos por mulher): 2,15
- Taxa de alfabetização: 93,50%
- Índice de Desenvolvimento Humano (IDH-M): 0,783
  - IDH-M Renda: 0,762
  - IDH-M Longevidade: 0,851
  - IDH-M Educação: 0,740

### Etnias
| Raça     | Porcentagem |
| -------- | ----------- |
| Branca   | 54,94%      |
| Preta    | 8,47%       |
| Parda    | 32,79%      |
| Amarela  | 3,68%       |
| Indígena | 0,12%       |

Fonte: IBGE

## Política e administração
O Poder Executivo da cidade de Mogi das Cruzes é representado pelo prefeito e seu gabinete de secretários, seguindo o modelo proposto pela Constituição Federal.

## Economia

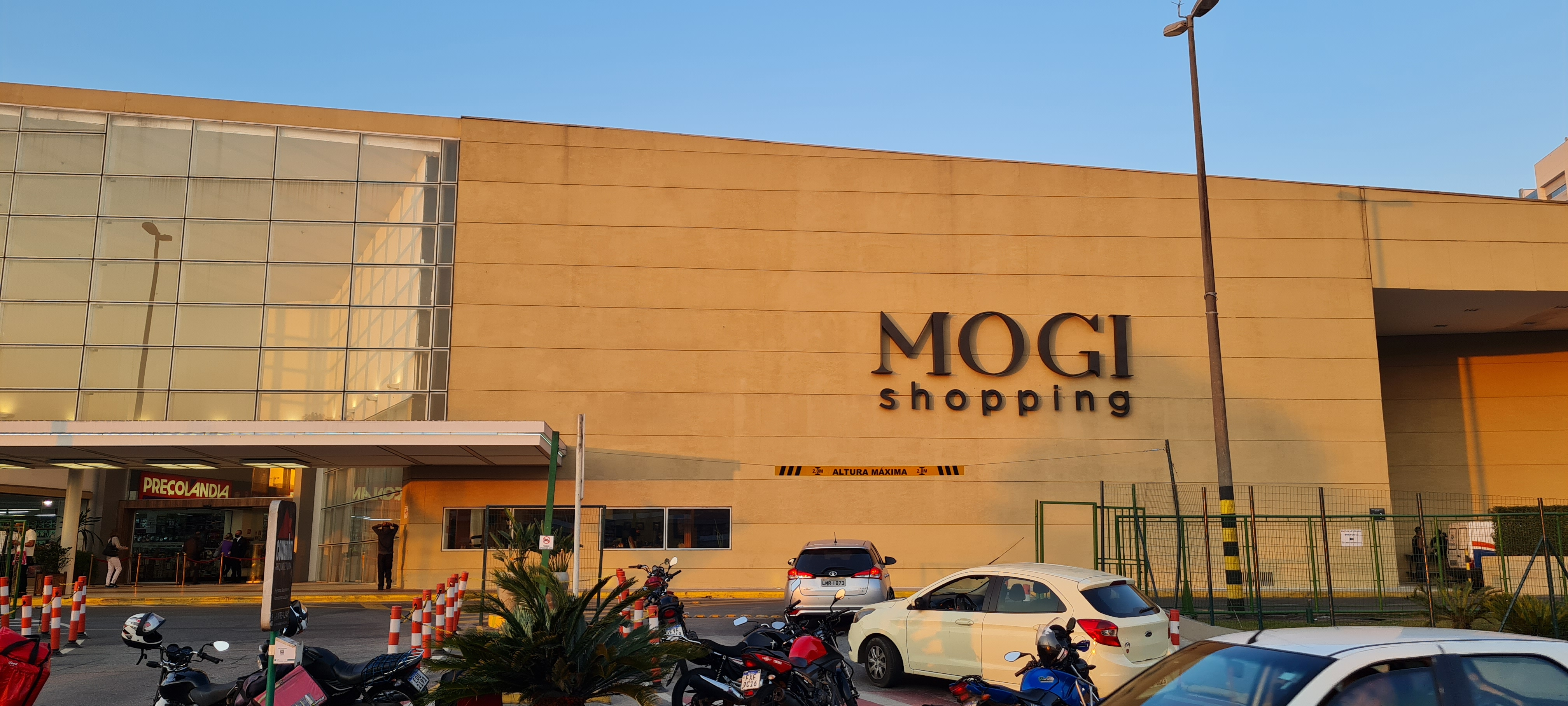
Shopping em Mogi das Cruzes.

Mogi das Cruzes tem uma economia diversificada. Possui uma agricultura muito forte: é o maior polo produtor de hortaliças, cogumelos, caqui, orquídeas e nêsperas do Brasil. Por outro lado, é uma cidade que vive uma expansão industrial forte, com 891 indústrias, entre elas a General Motors (GM), JSL, a Valtra, controlada pela AGCO Corporation, que é a maior fabricante de tratores agrícolas do Brasil, a Imerys do Brasil, indústria química, a Kimberly Clark, empresa no setor de higiene e bem-estar, Höganäs Brasil Ltda, e a Gerdau. O setor industrial emprega 20 mil pessoas. No setor de serviços, há 21 mil pessoas empregadas e uma das maiores empresas de telemarketing do País, a Neobpo, que emprega mais de 3 mil pessoas. No comércio, há 7 200 estabelecimentos comerciais e 17 mil pessoas empregadas.
No espaço de 15 milhões de metros quadrados, a prefeitura oferece incentivos fiscais, que variam de acordo com o faturamento e geração de empregos do empreendimento e já abriga 35 indústrias, entre elas a GM Motors e a Kimberly Clark.

## Infraestrutura

### Segurança Pública
Ocorrências por 100 mil habitantes
Os dados referente ao número de ocorrências por 100 mil habitantes, no ano de 2016:
- Homicídio Doloso : 7,23
- Furto: 416,20
- Roubo: 217,51
- Furto e Roubo de Veículos: 226,93

Ocorrências absolutas em 2016:
- Homicídio Doloso: 30 ( 0,08 por dia)
- Furto: 2.973 (8,14 por dia)
- Roubo: 1.318 (3,60 por dia)
- Furto e roubo de veículos: 942 (2,6 por dia)

Gráfico de Roubo e Furto de Veículos:
Abaixo está o gráfico que mostra a evolução do número de roubo e furto de veículos a partir de 2001 até 2016:
Gráfico de homicídios dolosos:

Abaixo está o gráfico que mostra a evolução do número de homicídios dolosos a partir de 2001 até 2016:
CDP Mogi das Cruzes
Mogi das Cruzes conta também com um Centro de Detenção Provisória (CDP), que foi inaugurado em 15 de Outubro de 2002 e que é administrado pela SAP (Secretaria de Administração Penitenciária) e está localizado na Estrada do Taboão. Segundo a SAP a capacidade do CPD Mogi das Cruzes é de 584 detentos. Em 2016, a realidade é que o CDP lidava com superlotação de mais de 2.000 pessoas. Em 2020, o CDP ainda tinha uma superlotação de 1.573 para um CDP equipado para apenas 844 detentos.

### Transportes

#### Ferroviário

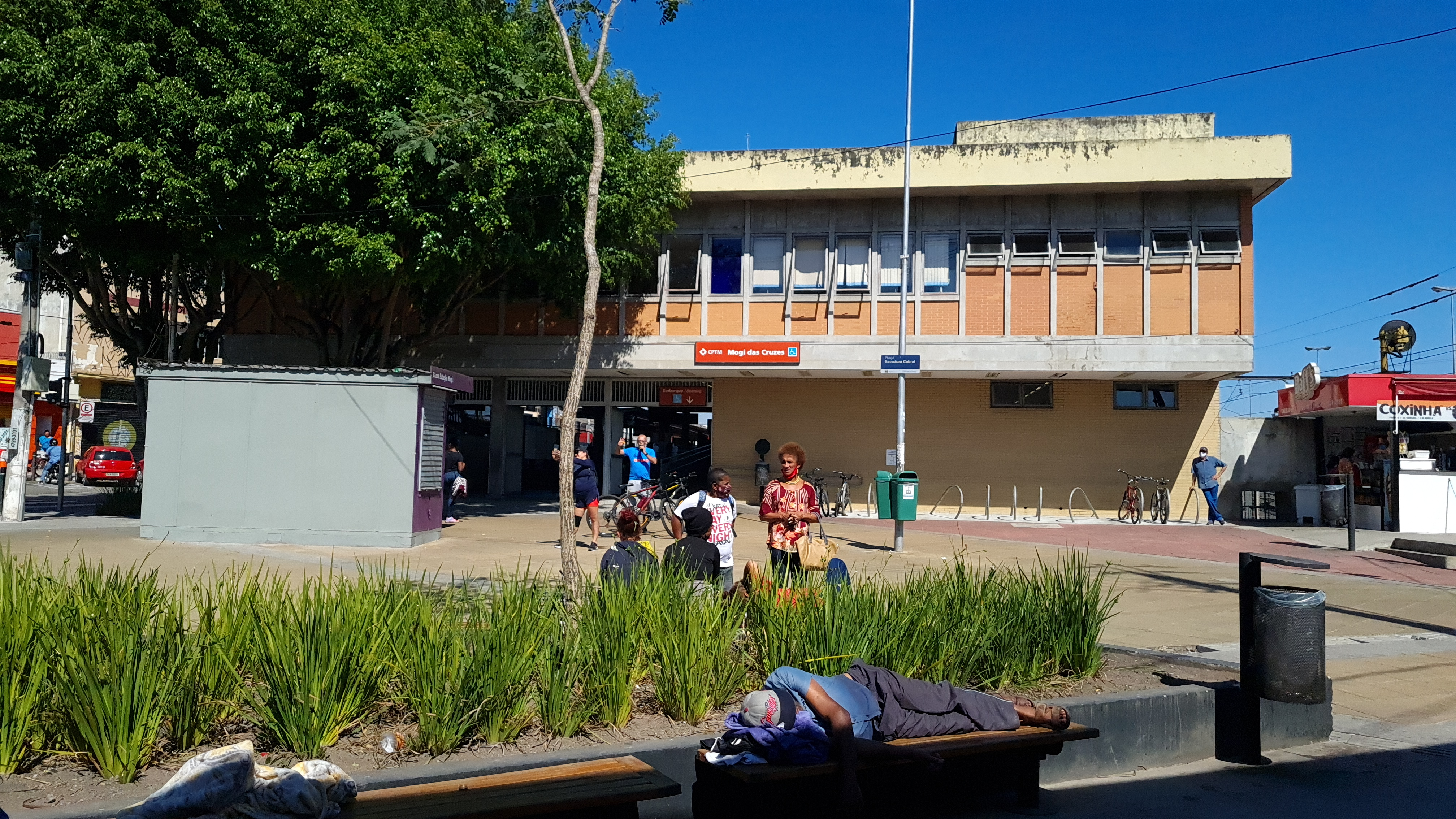
Estação Mogi das Cruzes.

O município é servido pelos trens da Linha 11 do Trem Metropolitano de São Paulo e conta com quatro estações:
- Estação Jundiapeba (distrito de Jundiapeba);
- Estação Braz Cubas (distrito de Brás Cubas);
- Estação Mogi das Cruzes (centro);
- Estação Estudantes (acesso às universidades UMC e Braz Cubas, ao Mogi Shopping e ao Terminal Rodoviário Geraldo Scavone).

Também no município situa-se a antiga Estação Sabaúna, atualmente utilizada como espaço cultural e ocasionalmente usada como destino do Expresso Turístico, principalmente na época do Natal.

#### Rodoviário

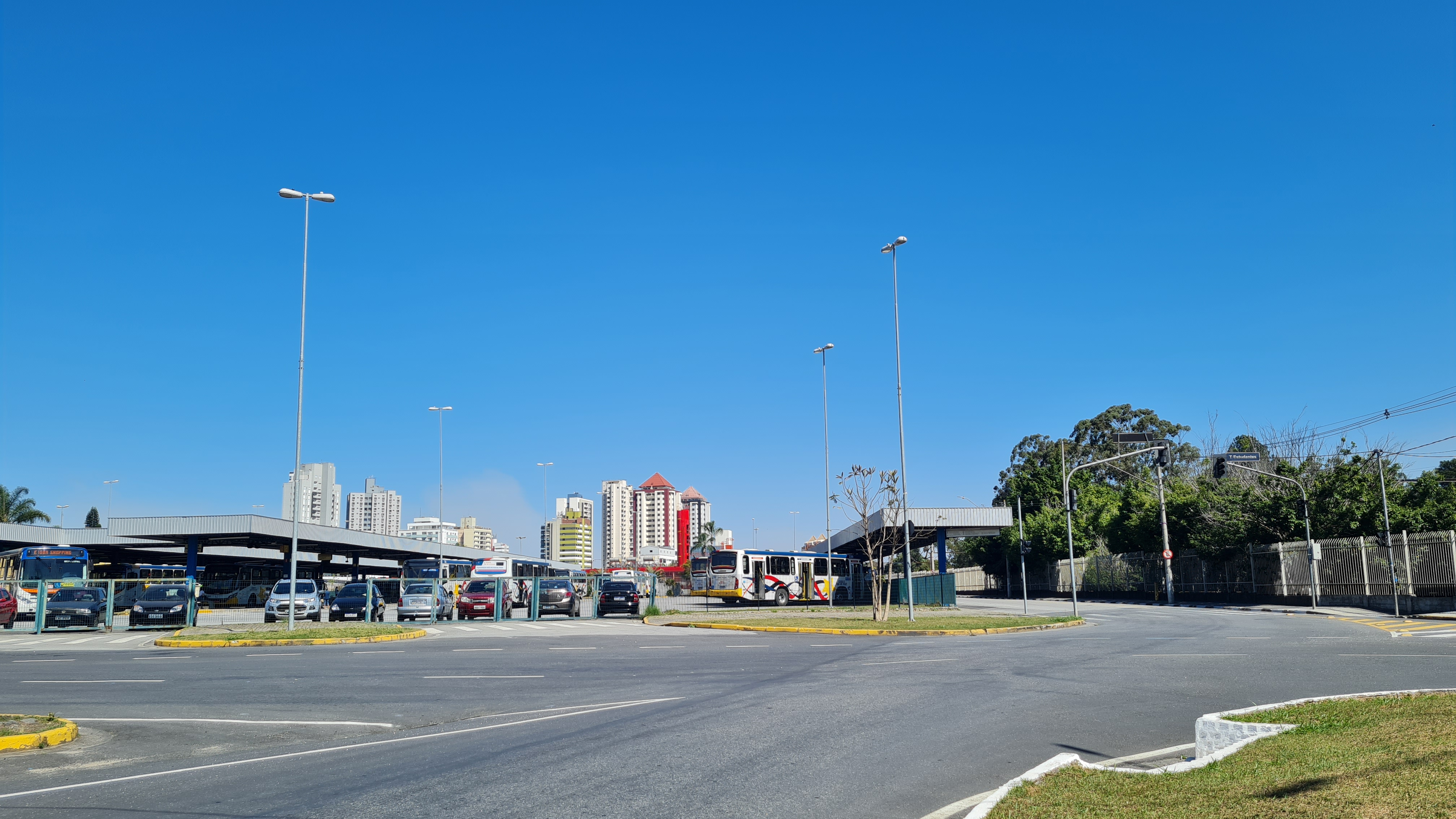
Terminal Estudantes de ônibus municipais e intermunicipais.

Duas empresas são responsáveis por operar os ônibus municipais: CS Brasil e Princesa do Norte. Os ônibus são integrados pelo Sistema Integrado Mogiano (SIM), que separa a cidade em oito regiões diferentes. É possível realizar a integração com linhas diferentes com o cartão eletrônico.
Há dois terminais de ônibus na cidade: o Terminal Central, que se interliga a Estação Mogi das Cruzes da CPTM e o Terminal Estudantes, que fica próximo da estação de mesmo nome.
O município também é servido por linhas de ônibus intermunicipais da EMTU-SP, através do Consórcio Unileste, que ligam Mogi das Cruzes às cidades de Arujá, Biritiba Mirim, Ferraz de Vasconcelos, Guararema, Guarulhos, Itaquaquecetuba, Poá, Salesópolis, Santa Isabel, São Paulo e Suzano.
Existem também algumas linhas de responsabilidade da ARTESP, que interligam Mogi das Cruzes aos municípios de Jacareí, São José dos Campos, Nazaré Paulista, Igaratá, Taubaté, Aparecida, Santo André, São Bernardo do Campo, Santos, São Vicente, Praia Grande, Guarujá, Bertioga e São Sebastião. Existem ainda linhas interestaduais que estão sob responsabilidade da ANTT que ligam aos estados do Rio de Janeiro e Minas Gerais.

### Comunicações

#### Telefonia
O sistema de telefones automáticos foi inaugurado na cidade em 1964 pela Telefônica Mogi das Cruzes. Em 1975 a concessão do sistema telefônico foi transferida para a Companhia Telefônica da Borda do Campo (CTBC), que implantou em 1978 o sistema de discagem direta à distância (DDD), com o código de área (011).

#### TV Diário - afiliada Rede Globo
O primeiro canal de TV aberto gerado diretamente de Mogi das Cruzes, foi ao ar no dia 1 de maio de 2000 através do canal 14 UHF. A TV Diário estreou ao meio-dia, retransmitindo à programação da Rede Globo. Sua área de cobertura abrange a região do Alto Tietê a parte leste da Grande São Paulo., e atualmente, é o canal de televisão mais visto da região. 
Nos primeiros 6 meses, a emissora funcionava na Rua Navajas, no centro da cidade da cidade, em uma casa pequena. Os estúdios eram nos fundos, e a redação de jornalismo era numa garagem improvisada. Em setembro de 2000, ela se mudou para sua sede atual na Rua Ewald Muhleise, 52 em César de Sousa.

#### Notícias de Mogi
Em fevereiro de 2019, nasceu em Mogi das Cruzes o portal Notícias de Mogi, que realiza também a cobertura de acontecimentos de outras cidades da região, como Suzano, Itaquaquecetuba, Ferraz de Vasconcelos, Poá, Arujá, Biritiba Mirim, Santa Isabel, Salesópolis e Guararema. Em pouco tempo, o portal conquistou uma das maiores audiências da região, com mais de 1 milhão de visitas por mês.

### Educação

#### Educação Básica
Na educação básica (ensino fundamental e ensino médio), de acordo como o Ministério da Educação, entre as dez escolas com médias mais elevadas do Índice de Desenvolvimento da Educação Básica da Região do Alto Tietê, cinco estão no município – incluindo a que conquistou o primeiro lugar entre as instituições do primeiro ciclo do ensino fundamental (1ª a 4ª série), a Escola Municipal Professor Jair Rocha Batalha, que obteve nota 6,5 em uma escala de 0 a 10. A nota coloca a escola entre as poucas do país com qualidade de escola de país desenvolvido. Para entrar neste grupo, uma escola deve obter uma nota maior ou igual a 6 no IDEB.

#### Ensino técnico
Em relação ao ensino técnico, a cidade abriga diversas escolas técnicas particulares e a escola técnica pública ETEC Presidente Vargas, vinculada ao Centro Estadual de Educação Tecnológica Paula Souza, fundada em 1948 e em funcionamento desde 1957.

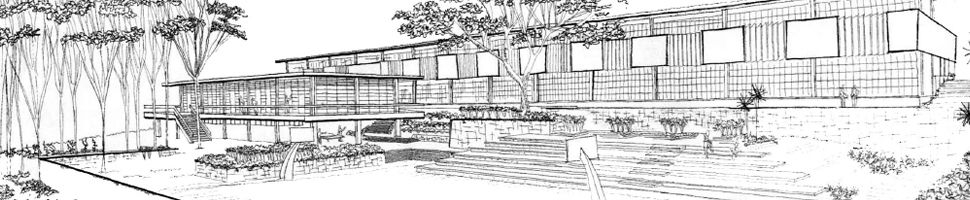
Fachada do Senai Nami Jafet

Mogi conta também com uma unidade do SENAI, que oferece cursos técnicos, cursos de aprendizagem industrial além de cursos de formação inicial e continuada. O SENAI em Mogi das Cruzes foi inicialmente denominada como Escola SENAI Zona C (Central), prefixo Z-21 e iniciou suas atividades em 9 de maio de 1945, na Rua Senador Dantas, n.º 326, no centro da cidade, onde permaneceu funcionando até 1962.
Suas instalações foram transferidas para o novo prédio, construído, em terreno próprio cedido pela Prefeitura, localizado na Rua Dom Antônio Cândido de Alvarenga, 353 - Centro - Mogi das Cruzes, SP, em uma área de 8.544 m², sendo 4.423 m² de área construída. A Escola recebeu em 1964, sua atual denominação de Escola SENAI “Nami Jafet”.

#### Ensino superior
Mogi das Cruzes conta com uma universidade de grande porte, a Universidade de Mogi das Cruzes (UMC), com o Centro Universitário Braz Cubas, a  Faculdade do Clube Náutico Mogiano, o Instituto de Filosofia e Teologia Paulo VI, uma unidade de educação à distância da Universidade Norte do Paraná (UNOPAR), e um campus da Faculdade de Tecnologia do Estado de São Paulo (FATEC), sendo esta última vinculada ao Centro Estadual de Educação Tecnológica Paula Souza.

### Saneamento básico
O município, a partir da infraestrutura de esgoto do SEMAE, serve 92,14% da população, com uma taxa de 60,93% do tratamento de esgoto. O SEMAE é uma autarquia municipal, responsável pelo esgoto, coleta e tratamento.

## Cultura e lazer
Mogi das Cruzes possui produção cultural nas mais variadas vertentes artísticas. Possui dois teatros municipais: o Theatro Vasques, inaugurado em 1902 e recentemente restaurado, localizado no Largo do Carmo, e o Teatro Doutor Bóris Grinberg, inaugurado em 2007, localizado no bairro Nova Mogilar.
O "Salão da Primavera" - exposição artística de quadros sobre o tema - é um dos mais antigos da região. São diversas academias de dança, companhias teatrais, músicos, pintores, fotógrafos, escritores.
Também é da cidade o grupo teatral mais antigo da Região do Alto Tietê, o "TEM - Teatro Experimental Mogiano" fundado em 1965, onde atuou Ricardo Blat.
O cartunista Maurício de Sousa, apesar de nascido no município vizinho de Santa Isabel, iniciou sua produção artística durante o período em que morou em Mogi das Cruzes, produções estas distribuídas nos veículos de mídia do município e da região. Vários de seus personagens mais famosos foram inspirados em habitantes de Mogi das Cruzes.
Além disso, existe, em Mogi das Cruzes, a mais antiga partitura para orquestra e coro composta no Brasil que se tem notícia. Trata-se da Ladainha de Nossa Senhora Aparecida, composta por Faustino Xavier do Prado, mestre de capela da igreja do Carmo de Mogi das Cruzes, no início do século XVIII (entre 1725 e 1740).
Seguindo essa tradição musical, há em Mogi, atualmente, duas bandas sinfônicas e uma orquestra sinfônica: a Banda Sinfônica Jovem Mario Portes, que tem como regente o maestro Felipe Bordignon; a Banda Sinfônica de Mogi, que tem como regente o maestro Daniel Bordignon; e a Orquestra Sinfônica de Mogi das Cruzes, que tem como regente o maestro Lelis Gerson.
O CECAP - Centro Cultural Antônio do Pinhal, fundado em 15 de dezembro de 2006, desenvolve um conjunto de atividades artísticas culturais, oferecendo gratuitamente o curso de História da Arte do Século XX, que resgata a história da arte e o artista mogiano.

### Museus
Mogi também abriga alguns museus e espaços públicos destinados à arte e a cultura. O principal deles, a Pinacoteca de Mogi das Cruzes, foi inaugurado em 2016. O espaço é destinado à exposição de obras de artes visuais - assinadas por artistas mogianos e convidados. Em exposição, são 161 obras de 128 artistas, sendo 50 delas pertencentes à prefeitura da cidade.
Já o Casarão do Carmo, construção do século XIX em estilo colonial, de taipa de pilão e taipa de mão, é ocupado com apresentações artísticas, exibição de filmes e encontros culturais.

### Esportes
Em novembro de 2011, o município de Mogi das Cruzes sediou os Jogos Abertos do Interior de São Paulo de 2011. O evento reuniu mais de 15 mil atletas profissionais e amadores.
Após visita do cônsul geral da Bélgica em São Paulo, Didier Vanderhasselt, a cidade foi confirmada pelo prefeito Marco Bertaiolli (PSD) como sede do centro de treinamento da seleção belga para a Copa do Mundo FIFA de 2014.
A cidade atualmente é a sede de dois times de futebol que atualmente disputam a Segunda divisão do Campeonato Paulista, o União Mogi das Cruzes e o Clube Atlético Mogi das Cruzes. O principal estádio de futebol é o Estádio Municipal Francisco Ribeiro Nogueira, conhecido como Nogueirão, inaugurado em 1995. Em 2015, o estádio foi reinaugurado após uma grande reforma.
Também é sede de um time de basquete, o Mogi das Cruzes Basquete, ou simplesmente Mogi Basquete.

## Turismo

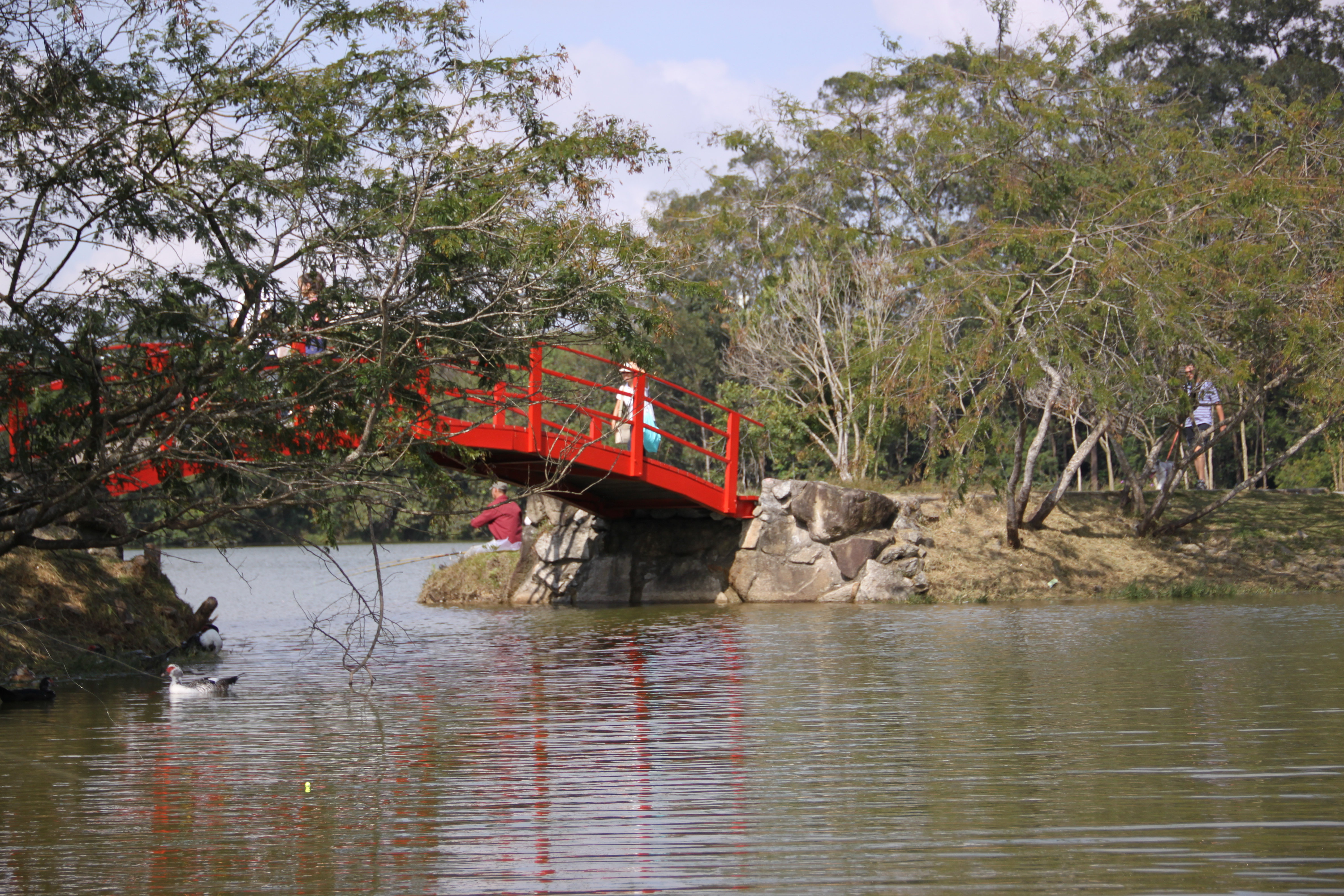
Parque Centenário da Imigração Japonesa.

Um levantamento feito pela prefeitura constatou que o município tem cinco principais atrações turísticas: Pico do Urubu na Serra do Itapeti, o Parque Centenário da Imigração Japonesa (César de Sousa), Parque Leon Feffer (Brás Cubas) o Parque da Cidade (Alto do Ipiranga), Pedreira de Sabaúna e a Represa do Rio Jundiaí (Taiaçupeba). O Parque Centenário da Imigração Japonesa foi inaugurado em 2008 pelo então prefeito Junji Abe, em comemoração aos 100 anos do estabelecimento da colônia japonesa na cidade e no país.
O Parque Natural Municipal Francisco Affonso de Mello – Chiquinho Veríssimo, na Serra do Itapeti, pode ser considerado um grande viveiro da flora e fauna nativas da Mata Atlântica. Atende com visitas monitoradas com agendamento prévio.
Além dessas atrações naturais e parques, Mogi das Cruzes conta desde 13 de junho de 2009 com um Expresso Turístico. Trata-se de uma locomotiva da CPTM que puxa dois vagões fabricados na década de 1960, entre as estações da Luz e Mogi das Cruzes.

## Filhos ilustres
- Neymar - futebolista
- Felipe - futebolista
- Maikon Leite - futebolista
- Luiz Bacci - jornalista
- Nathalia Arcuri - especialista em finanças e jornalista
- Nelson Freitas - ator
- Feijão - ex-tenista
- Duca Rachid - escritora e autora de telenovelas
- Thaís Oyama - jornalista
- Marco Bertaiolli - administrador e político
- Hélio Bicudo - jurista

## Religião

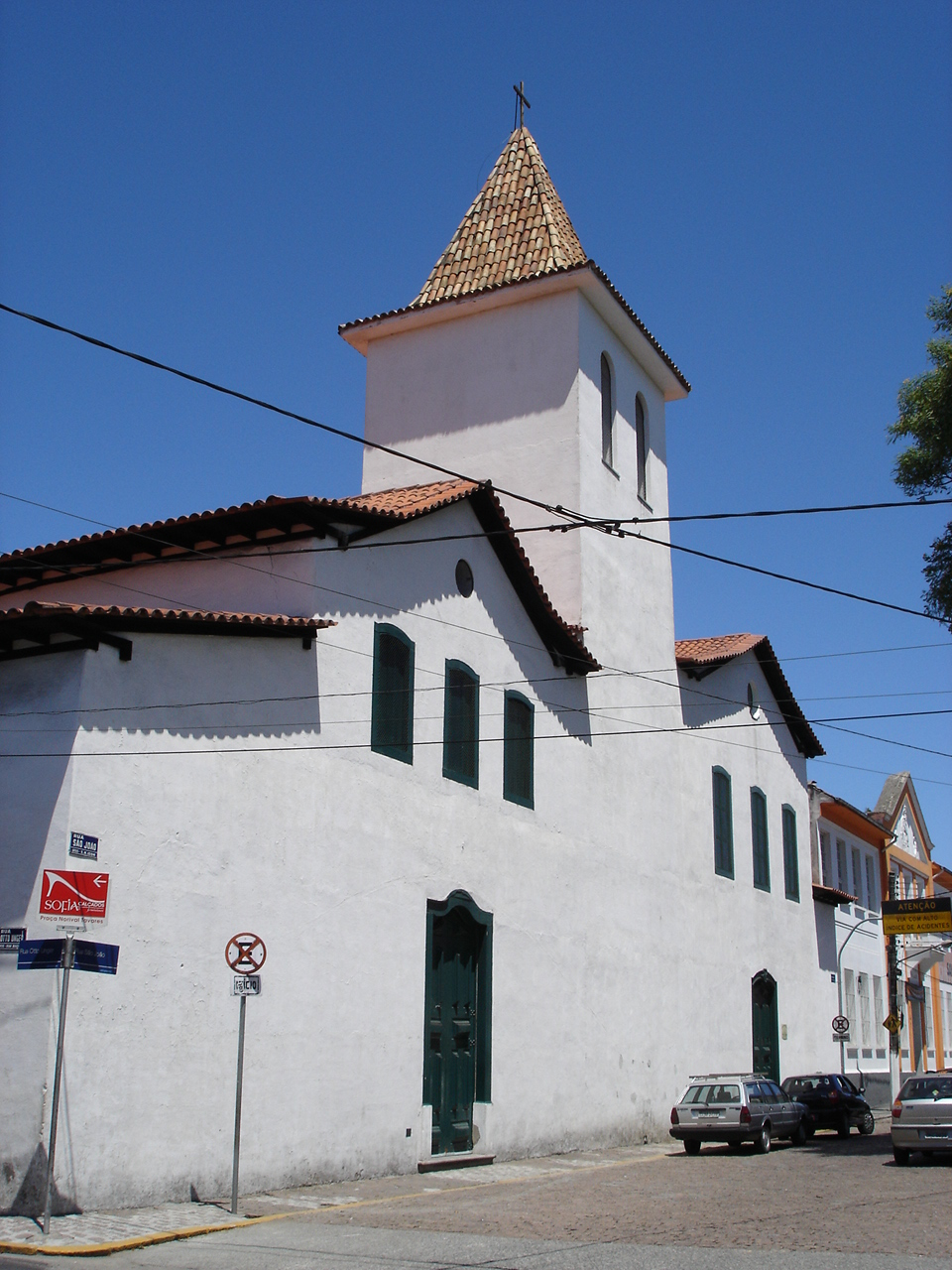
Igrejas do Carmo, ordens primeira e terceira.

De acordo com o Censo 2010,  a religião católica apostólica romana constitui 51,47% da população, os segmentos evangélicos 35%, a religião espírita 11% e os demais segmentos religiosos, juntamente com os habitantes que se declaram sem religião,  somam 2,53%.
De acordo com a ONG Refúgio Brasil, o Alto Tietê tem mais de mil muçulmanos, incluindo mogianos, que fazem uso da mesquita mogiana para as práticas religiosas.
O Cristianismo se faz presente na cidade da seguinte forma:

### Igreja Católica
- A igreja é sede da Diocese de Mogi das Cruzes.[58]

### Igrejas Evangélicas
Entre as igrejas protestantes históricas, pentecostais e neopentecostais, encontram-se na cidade:
- Assembleia de Deus Ministério do Belém.[61][62]
- Congregação Cristã no Brasil.[63]
- Igreja do Evangelho Quadrangular.[64]
- Igreja Presbiteriana Independente do Brasil.[65]